# 다운 백작 레오폴트 요제프
다운 백작 레오폴트 요제프(Leopold Joseph von Daun, 1705년 9월 24일 ~ 1766년 2월 5일)는 오스트리아 육군 원수이다. 테아노 후작(Fürst von Teano) 작위도 가졌다.

## 배경
위리치 필리프 폰 다운 백작(Count Wirich Philipp von Daun)의 아들로 빈에서 태어났다. 그는 성직자가 되려 했으나, 할아버지와 아버지가 훌륭한 장군이었고, 자신 또한 천성이 군대에 맞았기에 군인의 길은 저항할 수 없는 운명이었다. 1718년 다운은 그의 아버지 연대에 들어가 시실리아의 전역에 참가하였다. 이탈리아와 폴란드 왕위 계승 전쟁(1734-35년)의 라인 전역에서 보여준 그의 뛰어난 활약에 빠른 승진을 거듭해 오베르스트(Oberst;대령)가 되었다. 다운은 계속해 오스만 제국(1737-39년)을 상대로 한 전쟁에서 그의 우수성을 보여줘 어느덧 그는 Feldmarschallleutnant(소장)의 지위에 도달했다.

## 오스트리아 계승 전쟁
오스트리아 왕위 계승 전쟁(1740-48년)에서 보여준 다운의 신중한 리더쉽은 훗날 그의 위대한 군사적 자질을 나타나게 된다.
그는 코투지츠와 프라하에 참가해 1743년 다뉴브 전역의 승리에서 케벤휠러(Khevenhüller)군의 전위부대를 맡았다. 1744년 케벤휠러의 후임자인 육군 원수 트라운 백작(Count Traun)은 다운의 재능을 높이 사 그에게 오스트리아 군대의 후위를 맡겨 프랑스와 프리드리히 대왕의 공격으로부터 도망칠 수 있도록 했다. 다운은 호헨프리드베르크와 수어의 전투에서 중요한 지휘를 맡았고, 그 해 1745년 중장의 지위에 올랐다. 그 후 그는 네덜란드 공화국으로 보내져 발 전투에 참전했다. 다운은 마리아 테레지아로부터 높은 평가를 받았고, 황금 양모 기사단과 빈 사령관에 임명되었다. 1754년 그는 육군 원수로 승진하였다.

## 7년 전쟁
7년 전쟁에 앞서 평화의 휴식기간 동안 다운은 오스트리아 군의 재편성 계획에 고심하며 일관성 있게 추진하는 것에 매달리고 있었다. 이것은 주로 그의 노력으로 1751년 비너노-이슈타트(Wiener-Neustadt)에 설립된 테레사 사관 학교(Theresian Military Academy)에서 진행되었다. 다운은 전쟁의 첫 전역에서 소극적으로 움직였지만 1757년 프라하를 구제하면서 군의 우두머리로 떠오르는 위치가 되었다. 다운은 1757년 6월 18일 콜린 전투에서 필사적으로 싸워 그의 경력에 첫 번째로 프리드리히를 패배시켰다. 이 찬란한 공훈을 축하하기 위해 여왕은 즉시 그녀의 이름을 새긴 군사 훈장을 제정해 다운은 첫 대십자 훈장의 수여자가 되었다. 브레슬라우의 승리와 프로이센에 대한 추격을 맡을 자격이 되어 지휘관으로써 2번째 위치에 있게 된 다운은 부담을 줄이기 위해 프라하에서 카를 대공의 군대와 함께 군을 안정시키기 위해 합세하였다.
프리드리히는 로이텐에서 그 시대 가장 찬란한 승리를 얻어 다시 한번 영광을 재현했다. 다운은 야전에 보내졌으나, 대참사에 대한 책임은 없었다. 곧 카를 공은 자신의 지휘권을 사임하고, 그 자리에 다운을 지명하게 되었다. 다운은 1758년 전역의 시작과 함께 전쟁의 작전행동에서 프로이센을 궤멸시킬 수많은 기회를 지나친 조심 때문에 놓쳤음에도 불구하고, 프리드리히의 불 같은 공격에 차갑게 저항하면서 가장 안정되게 유지하였다. 1758년 소장 라우돈은 다운의 명령에 따라 행동해 올뮈츠(돔마소프 전투)의 공방전에서 왕의 군대를 상대로 급부상해 이후 그 해 다운 자신도 놀란 호크키르히 전투에서 라우돈은 프리드리히에게 심각한 패배를 안겨 주었다.
다음해 전쟁의 작전 행동은 계속되어 11월 20일과 21일 막센에서 핑크(Finck) 장군의 전군이 포위당해 결국 프로이센군은 다운에게 항복했다. 이 같은 성공은 다음해 리그니츠에서 라우돈이 패배 할때까지 균형을 유지하였다. 전투의 패배는 다운의 꾸물거림이 원인이었고, 이후 토르가우 전투에서 대패배도 다운의 문제였다. 이곳에서 다운은 심각한 부상을 입었고, 건강 회복을 위해 빈으로 돌아왔다.
다운은 전쟁이 끝날 때까지 지휘를 계속했고, 그 후 제국군의 개편에 온 힘을 기울였다. 1762년 다운은 호프크리에그라스트(Hofkriegsrath;제국 군사회의)의 의장에 지명되었다. 마리아 테레지아의 명령에 따라 그를 기억하고 기념하기 위한 기념물이 오스트리아의 교회에 발타자르 페르디난트 몰(Balthasar Ferdinand Moll)에 의해 세워졌다. 비문에는 그에 대해 다음과 같이 묘사되었다. "그녀 국가의 구조자"(saviour of her states). 1888년 오스트리아 보병 제56연대가 그의 이름에서 명명되었다. 다운 장군에 대한 평가는 대부분 그의 행동에서 보인 꾸물거림에 대한 비판이었으나, 경계심은 프리드리히와 유사한 장군의 또 다른 일면이었기에 잘못된 것이 아니다. 어느 누구도 신속함을 예언할 수 없는 것이다. 그가 무능하게 승리를 이용했다면 다른 한편으로는 권력을 쉽게 용서해주지 않았을 것이다.
그의 사촌은 폼발 후작(Marquis of Pombal)과 결혼해 포르투갈의 정치인 로써 기록되었다.

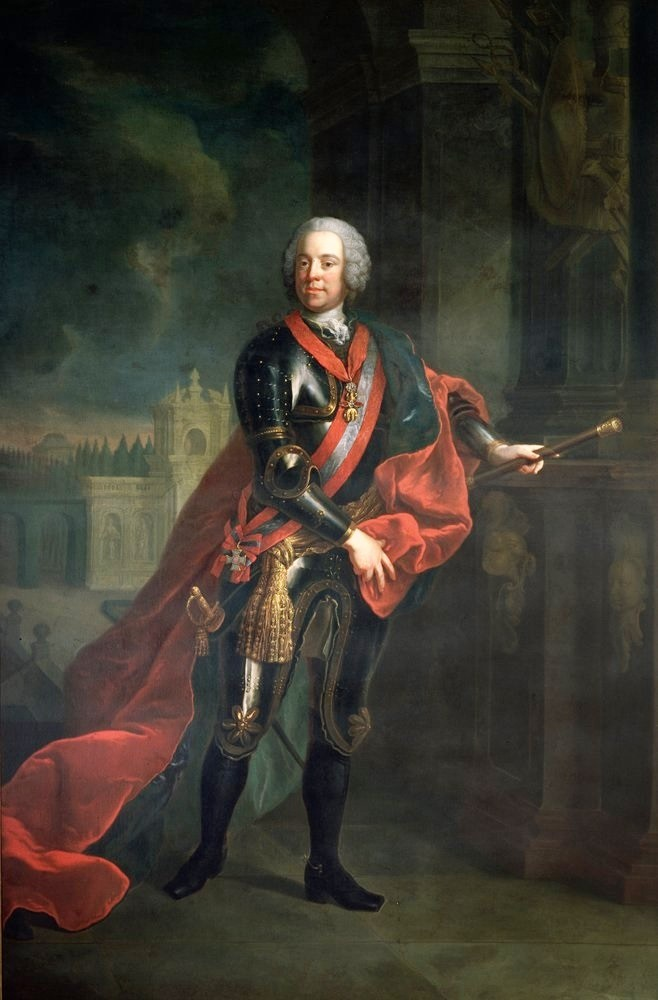
다운 백작 레오폴트 요제프의 초상화

## 추가 문헌
See Der deutsche Fabius Cunctator, oder Leben und Thaten seiner Excellentz, des Herrn Leopold Joseph Maria Reichsgrafen von Daun ...  (S.l.: s.n., 1759-1760), 와 당시 시대의 전쟁을 나누어 기록하였다.

## 참조
- 본 문서에는 현재 퍼블릭 도메인에 속한 브리태니커 백과사전 제11판의 내용을 기초로 작성된 내용이 포함되어 있습니다.